# 中津インターチェンジ
中津インターチェンジ（なかつインターチェンジ）は、大分県中津市にある東九州自動車道・中津日田道路のインターチェンジである。

## 概要
中津日田道路の伊藤田IC - 中津IC間は2015年（平成27年）2月28日に供用開始し、東九州自動車道の豊前IC - 宇佐IC間は2015年（平成27年）3月1日に供用開始。計画時の仮称は「中津三光インターチェンジ」（なかつさんこうインターチェンジ）であった。
東九州自動車道から直接は中津日田道路（自動車専用道路）に接続されているが、同道路の三光下秣インターチェンジと一体化しており、一般道路に向かうことができる。また、そのまま自動車専用道路のみを利用することもできる為、ジャンクションとしても機能している。
また、料金所には大分県警察高速道路交通警察隊の中津分駐隊が併設されている。

## 歴史
- 2012年（平成24年）10月5日：東九州自動車道新設工事（椎田南IC〈仮称〉から宇佐IC〈仮称〉まで）ならびにこれに伴う市道および町道付替工事について国土交通相より土地収用法に基づく事業認定が公示[3]。
- 2015年（平成27年）
  - 2月28日：中津日田道路・伊藤田IC - 中津IC間開通に伴い供用開始[4][1]。
  - 3月1日：東九州自動車道・豊前IC - 宇佐IC間開通[5][6][2]。
- 2019年（平成31年）3月3日：中津日田道路・中津IC - 田口IC間開通[7]。

## 周辺
- 中津港
- ダイハツ九州株式会社
- 道の駅なかつ
- 東中津駅（JR九州・日豊本線）
- 今津駅（JR九州・日豊本線）
- 耶馬溪

## 接続する道路
- 直接接続
  - 中津日田道路 （国道212号）
- 間接接続
  - 大分県道664号円座中津線
  - 国道10号（中津バイパス）

## 隣
E10 東九州自動車道
(7) 豊前IC - (7-1) 上毛PA/SIC -  (8) 中津IC - (9) 宇佐IC
中津日田道路
(4) 三光下秣IC - (5) 中津IC - (6) 田口IC